# Morelos
Morelos è un stato federato messicano di 1 903 811 abitanti.
Morelos ([moˈɾelos], ; ufficialmente Estado Libre y Soberano de Morelos, lett. "Stato Libero e Sovrano di Morelos") è uno Stato federato del Messico con capitale a Cuernavaca, confinante a sud con lo stato del Guerrero, a est con Puebla, a nord e a ovest con lo Stato federato del Messico.
Il suo nome vuole ricordare José María Morelos y Pavón, eroe nazionale messicano nato il 30 settembre del 1765.
Per merito della sua posizione favorevole nello Stato si trovano molte località di cura e termali; la più nota è Cuautla. Vi si trovano anche le rovine precolombiane di Xochicalco.

## Storia

Gonfalone dello stato di Morelos

Dal 200 al 500 d.C. prosperò nel territorio la cultura olmeca, successivamente dal 650d.c la cultura dell'altopiano centrale, risultato dell'influenza maya, teotihuacana y mixteca-zapoteca, controllò l'area.
All'arrivo dei conquistadores spagnoli gli indigeni della regione si dividevano in due caciccati: Cuernavaca e Oaxtepec.
Nel 1520 Cortez manda una spedizione per controllare il villaggio di Ocuituco e di Yecapixtla; l'anno successivo Cortez esplorò le terre conquistate e passò da Tlalmanalco, Oaxtepec e Acapatringo.
Con l'arrivo in Messico di Massimiliano I, il presidente Benito Juàrez fu obbligato a spostare la capitale in diverse regioni e per decreto del 7 giugno 1862 il territorio messicano fu diviso in 3 distretti militari: lo stato del Messico e i territori che comprendono gli stati di Hidalgo e Morelos. Ogni stato, per cinque anni, visse di vita autonoma, di un governo militare, di un tribunale e di giudici designati dalle stesse autorità militari.
Nel 1867 si fece richiesta al presidente del Messico e al consiglio federale che il distretto di Morelos conservasse la sua autonomia e fu così creato lo stato di Morelos come facente parte dell'entità federale messicana.
Il 17 aprile 1869 viene creato lo stato Morelos definito come lo "Estado Libre y Soberano de Morelos" con i distretti di Cuernavaca, Cuautla, Jonacatepec, Tetecala e Yautepec, che avevano fatto parte dell'ex terzo distretto militare.
Il primo governatore fu il generale Francisco Leyva.
Durante la rivoluzione messicana si distinse per essere la sede dell'Esercito di Liberazione del Sud, l'esercito formato e comandato da Emiliano Zapata, che qui istituì l'omonima Comune di Morelos, uno dei primi esempi nella storia non solo del Messico ma anche mondiale, di territorio anarchico autogestito a favore dei contadini.

## Geografia fisica

### Fiumi

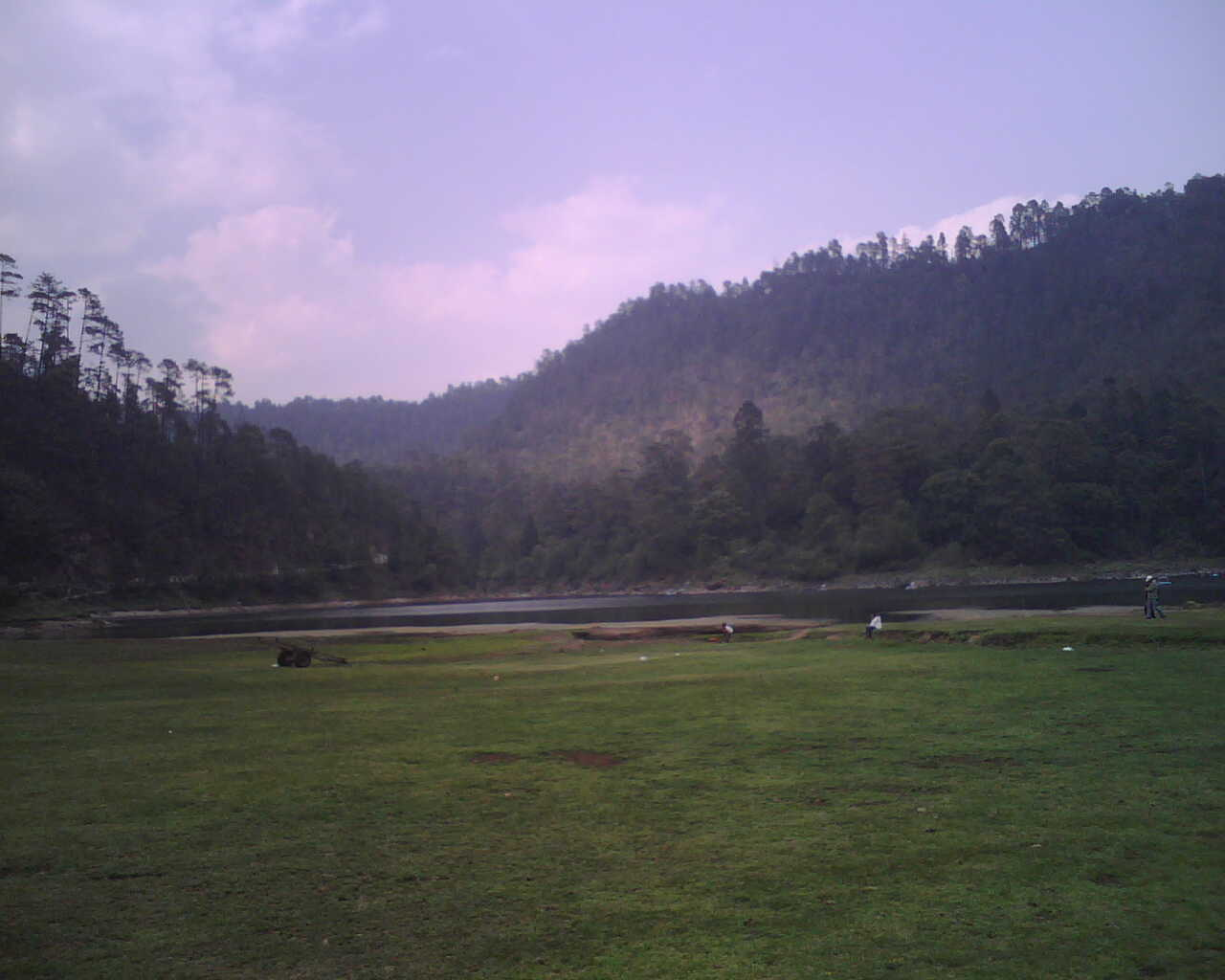
Laguna di Zempoala

- río Chalma
- río Amacuzac
- río Cuautla
- río Yautepec
- río Apatlaco
- río Tembembe
- río San Miguel Chalma
- río Salado
- río El Sabino
- río Tejaltepec
- río Tepalcingo
- Río Grande
- río Agua Dulce

### Laghi

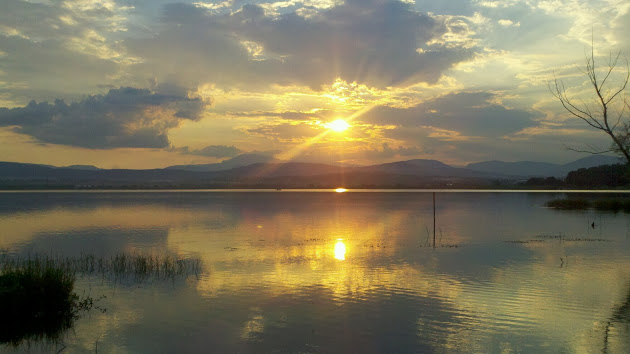
Atardecer nellaLaguna di Coatetelco

- Tequesquitengo
- El Rodeo
- Coatetelco
- Zempoala

### Flora e fauna
Nella parte montana del nord predomina il clima semifreddo, vi sono boschi di pino, quercia e abete.
Al sud predomina la selva bassa e caducifoglie. Le specie più rappresentative sono cazahuate, Tepehuaje, huaje, liquirizia, e Pochote.

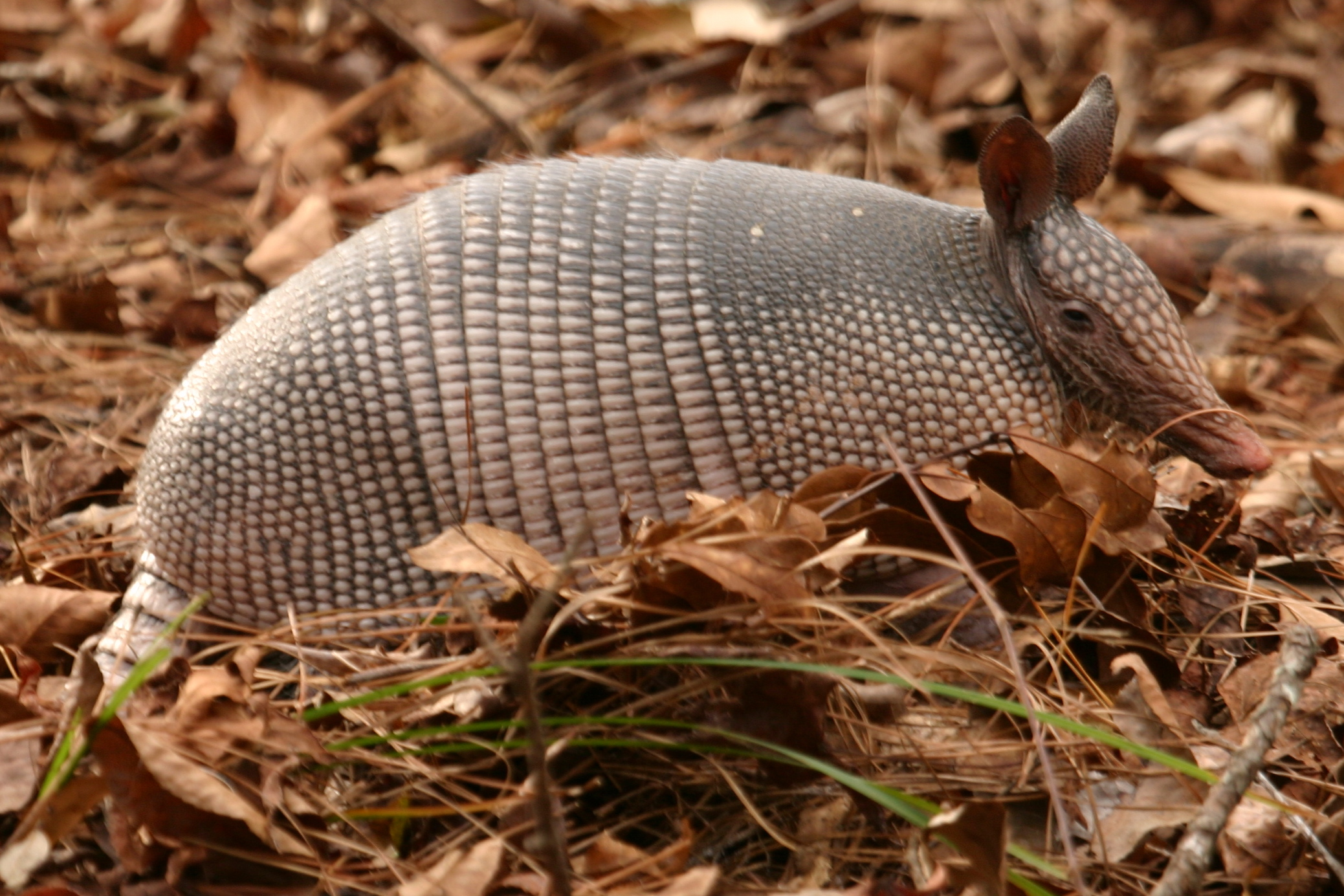
Dasypodidae
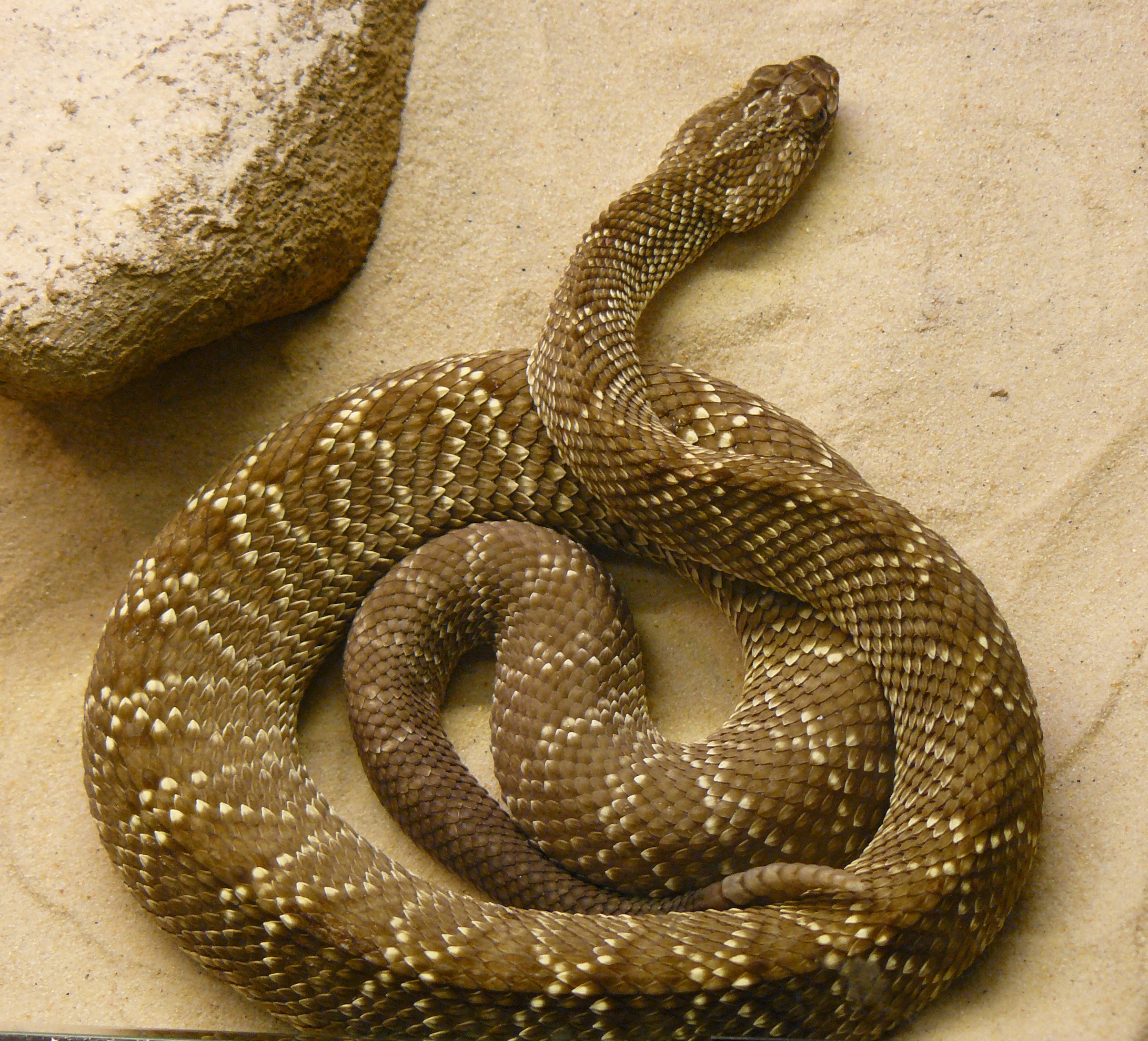
Crotalus
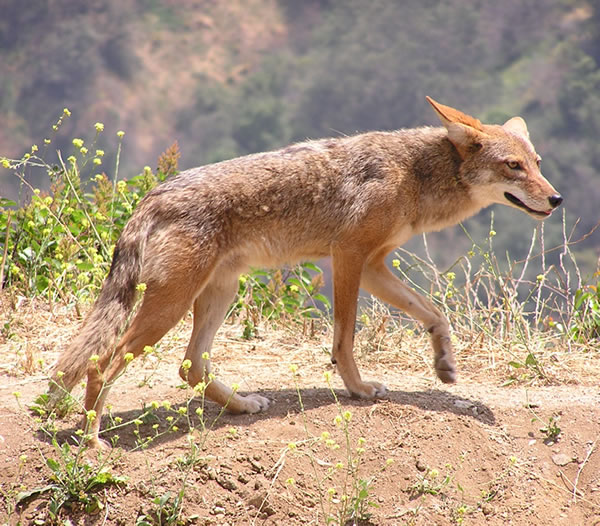
Canis latrans
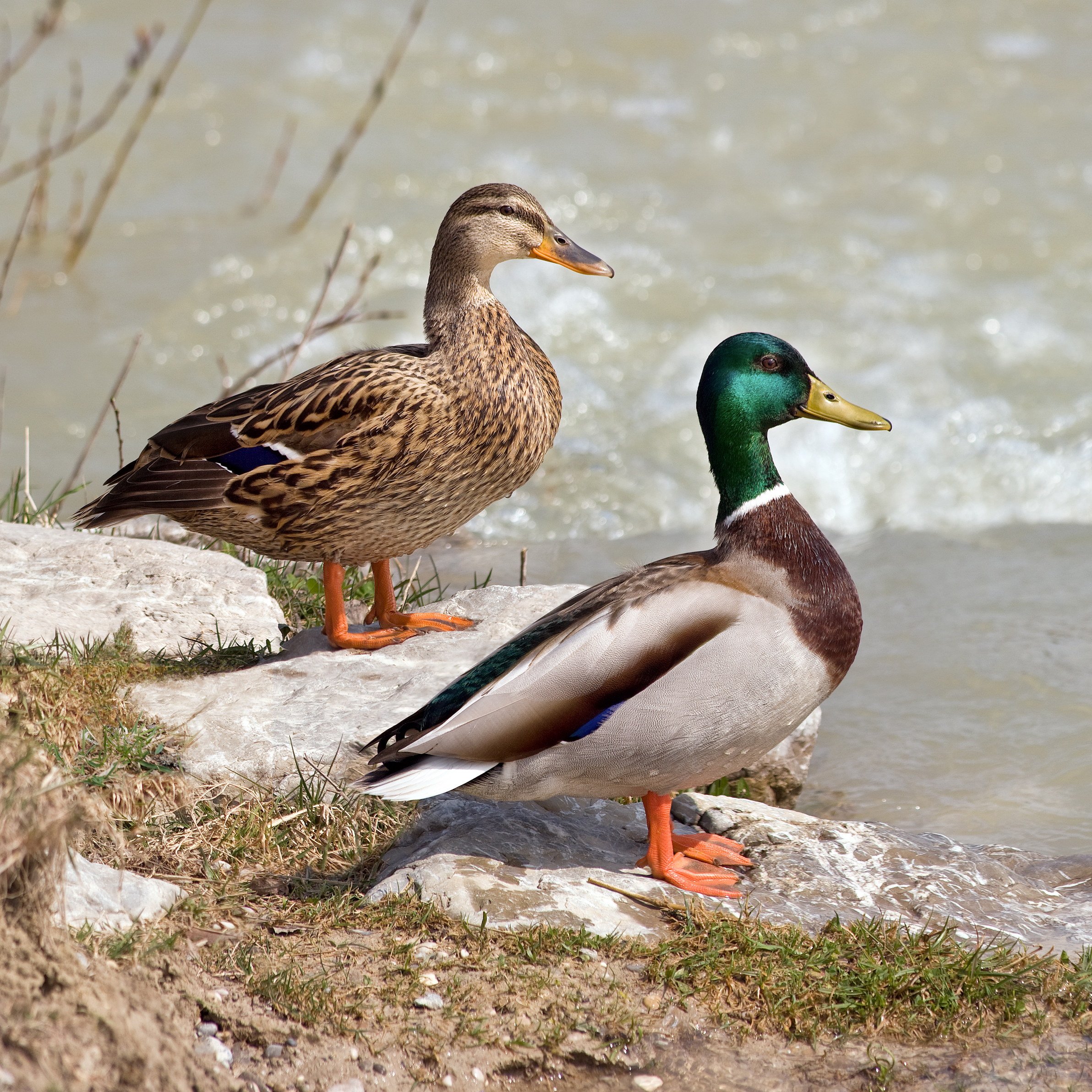
Anatinae
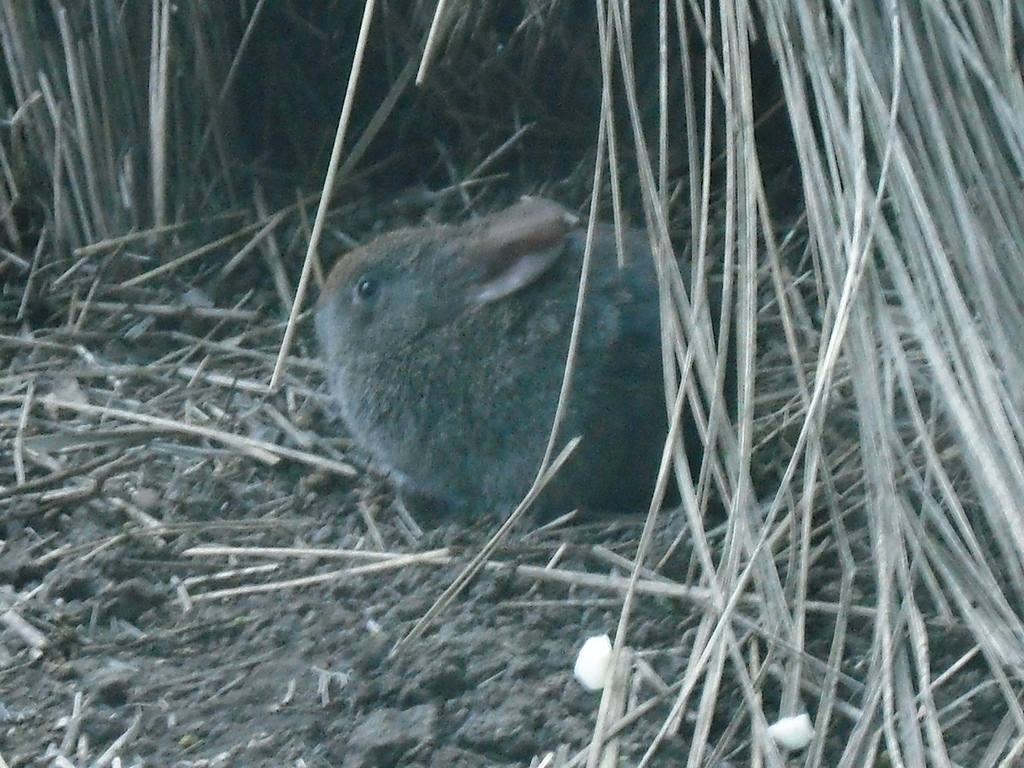
Romerolagus diazi
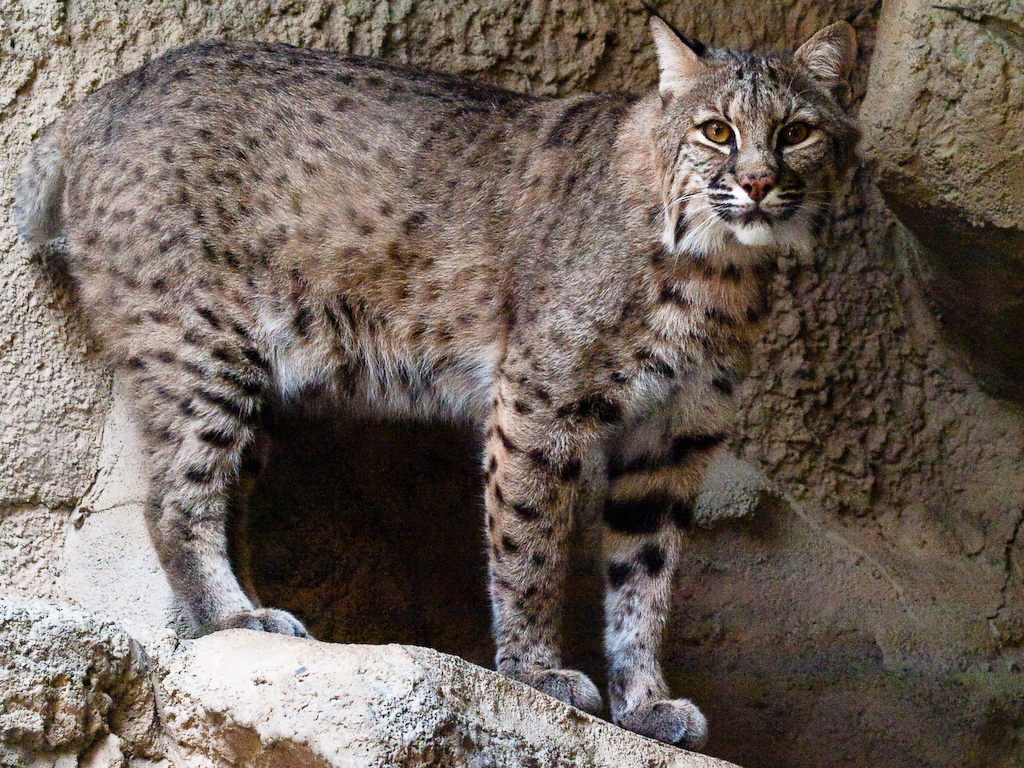
Lynx rufus
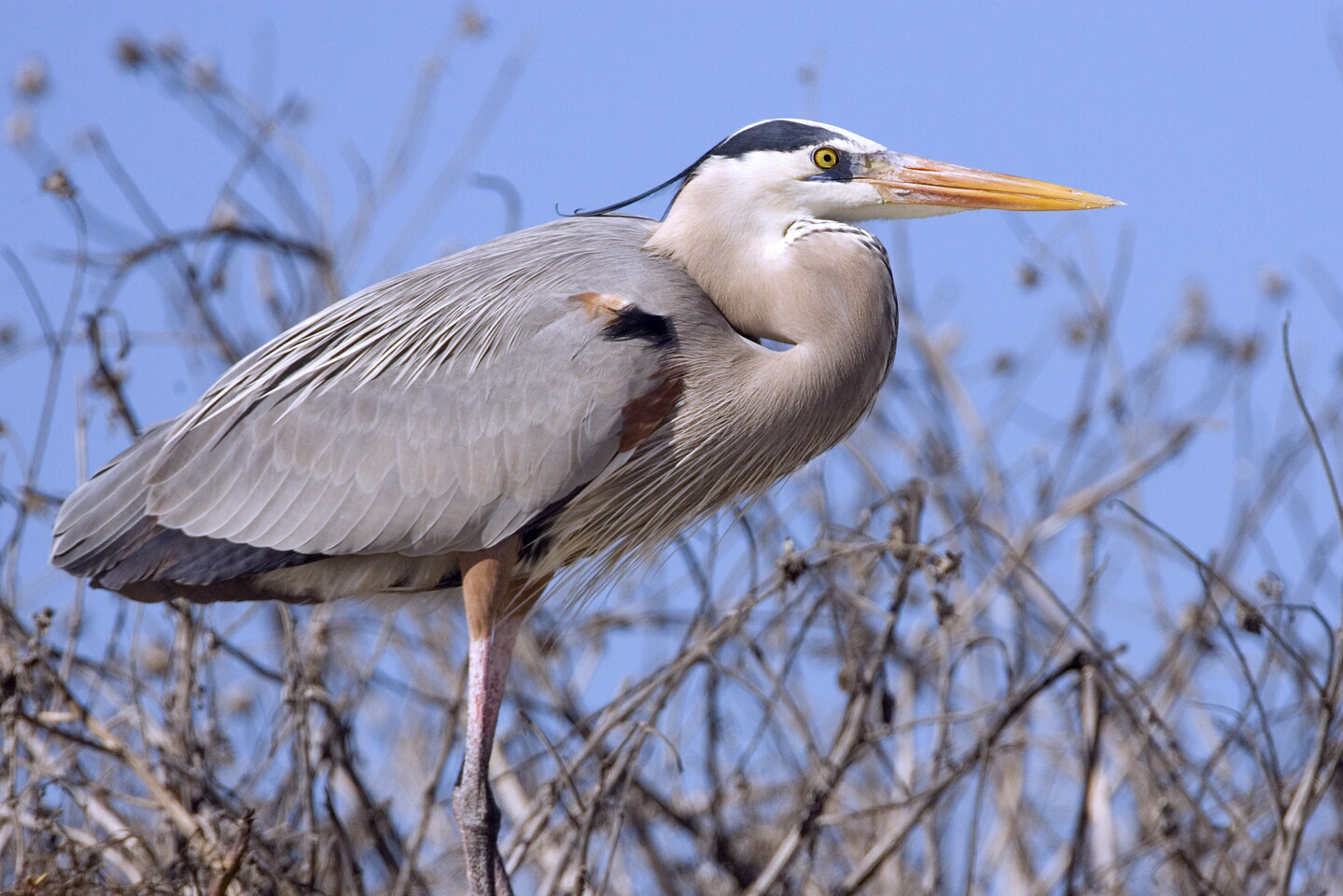
Ardeidae
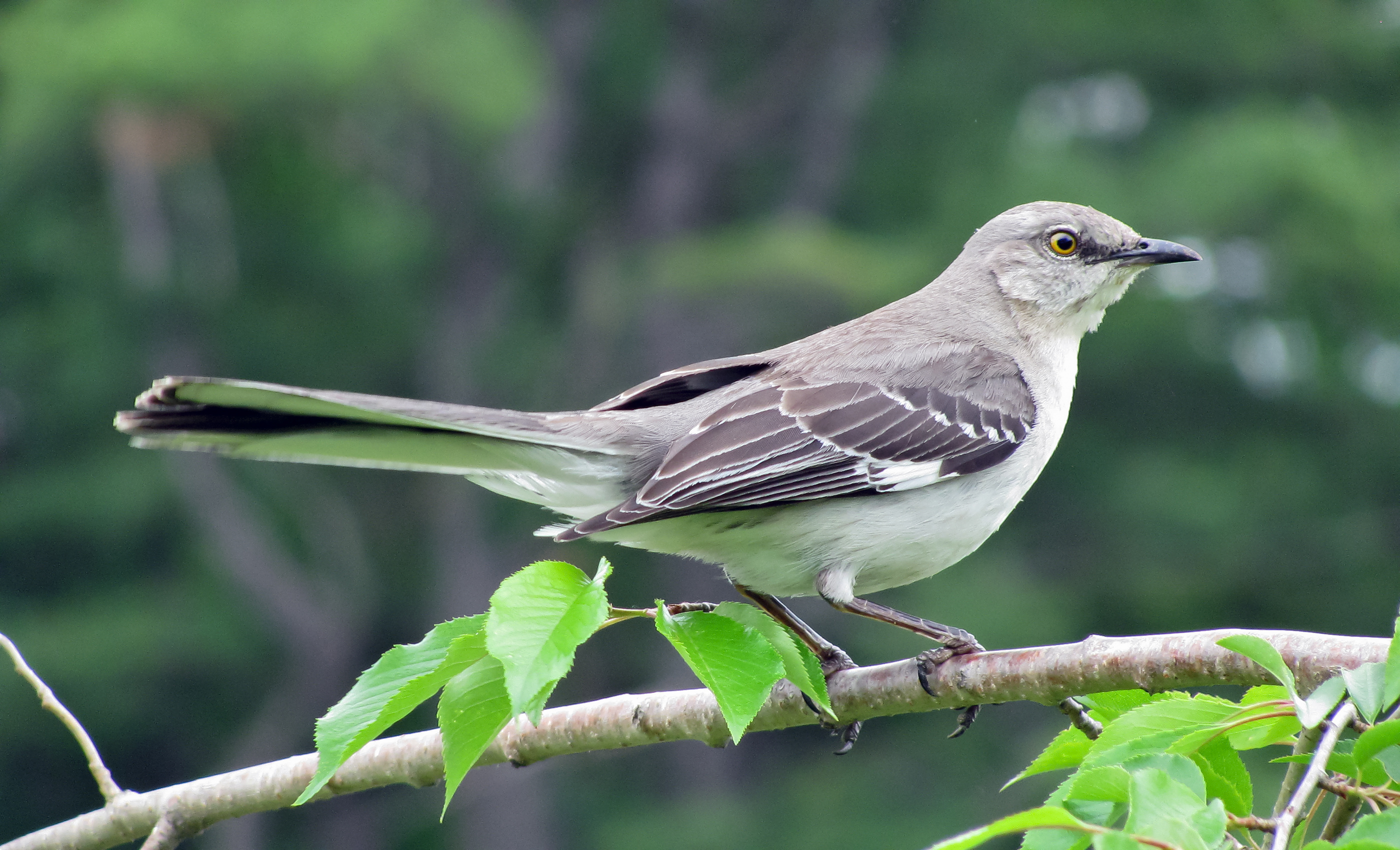
Mimus polyglottos
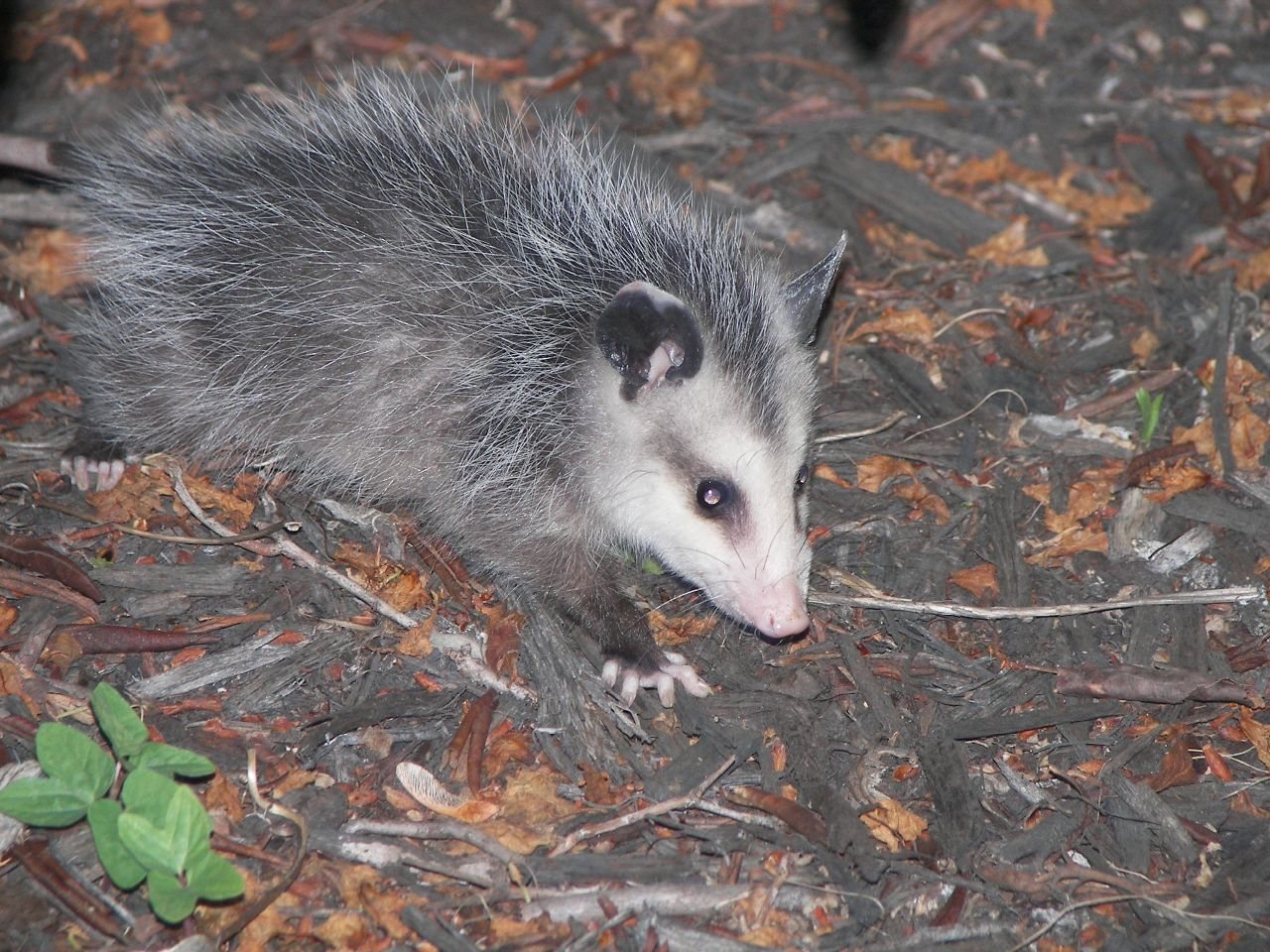
Didelphis marsupialis
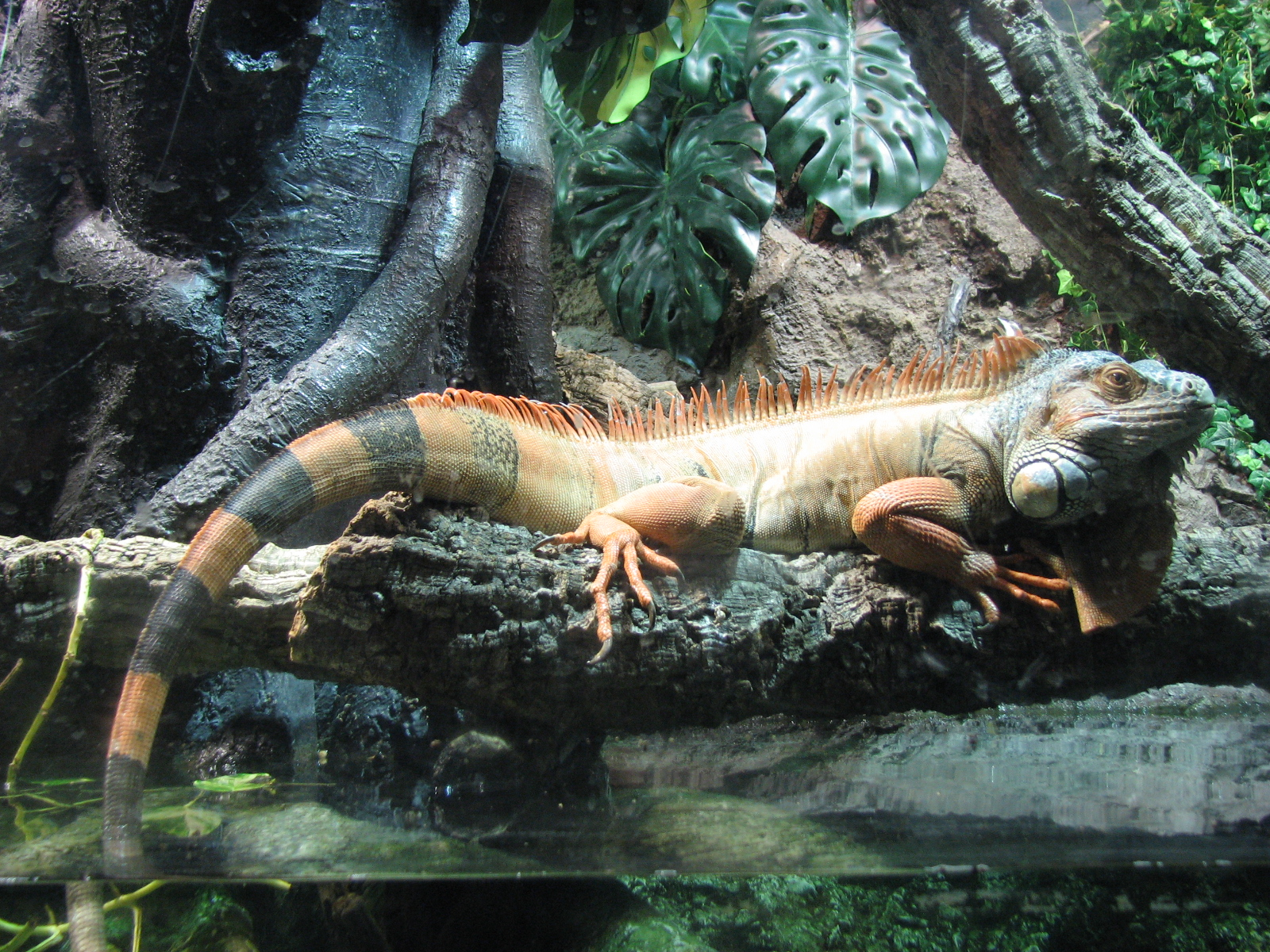
Iguana
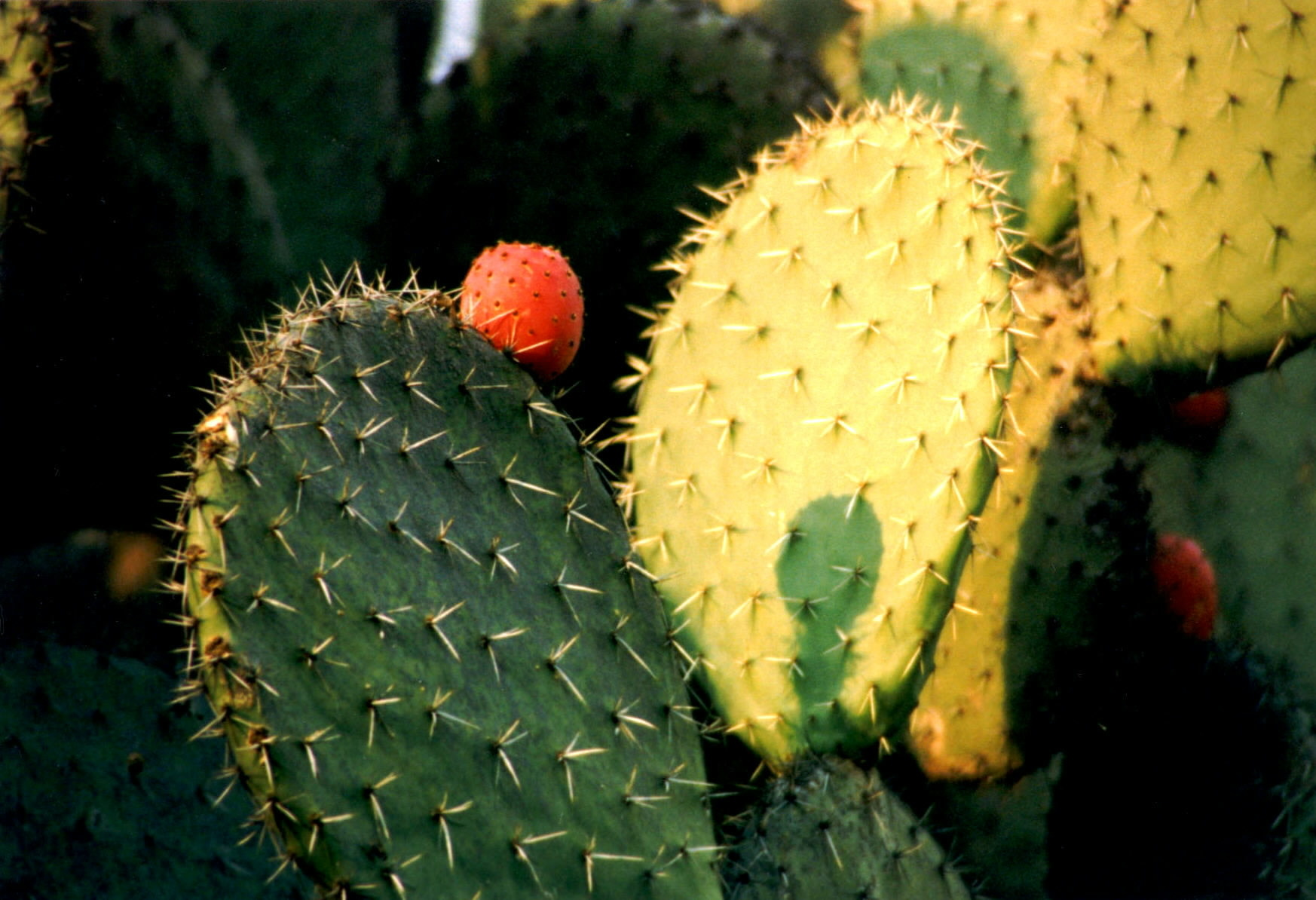
Opuntia ficus indica
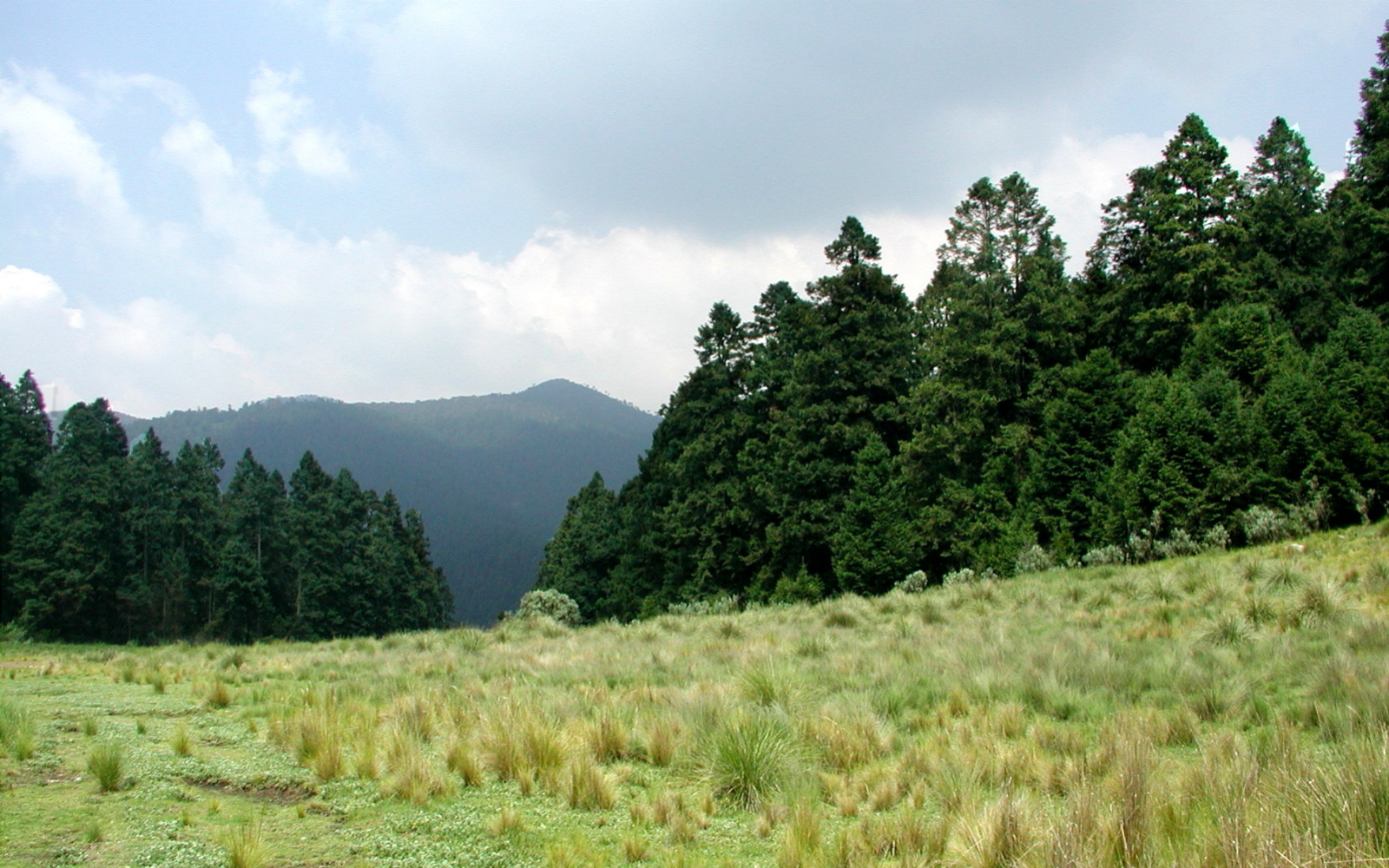
Abies religiosa
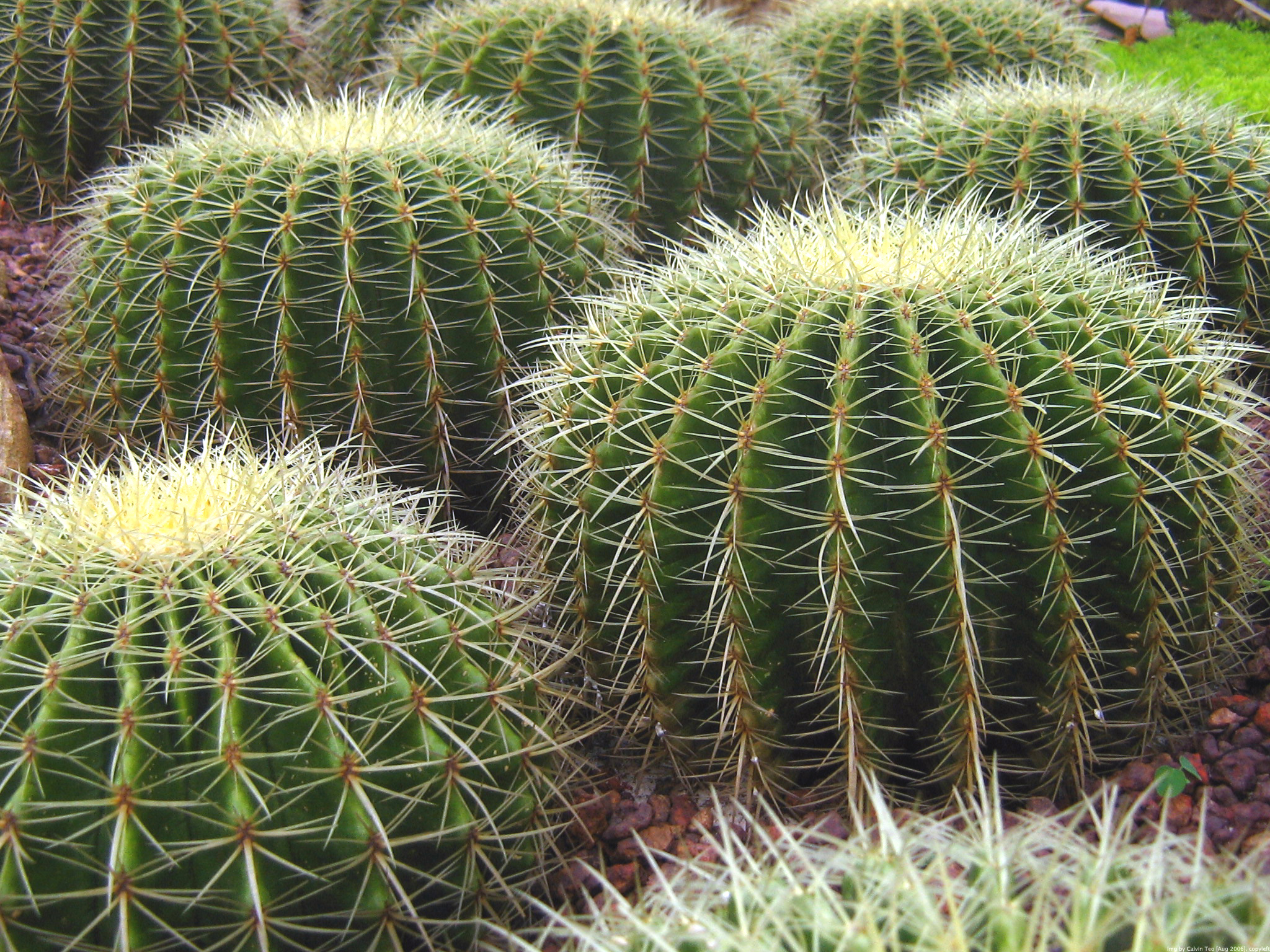
Echinocactus grusonii
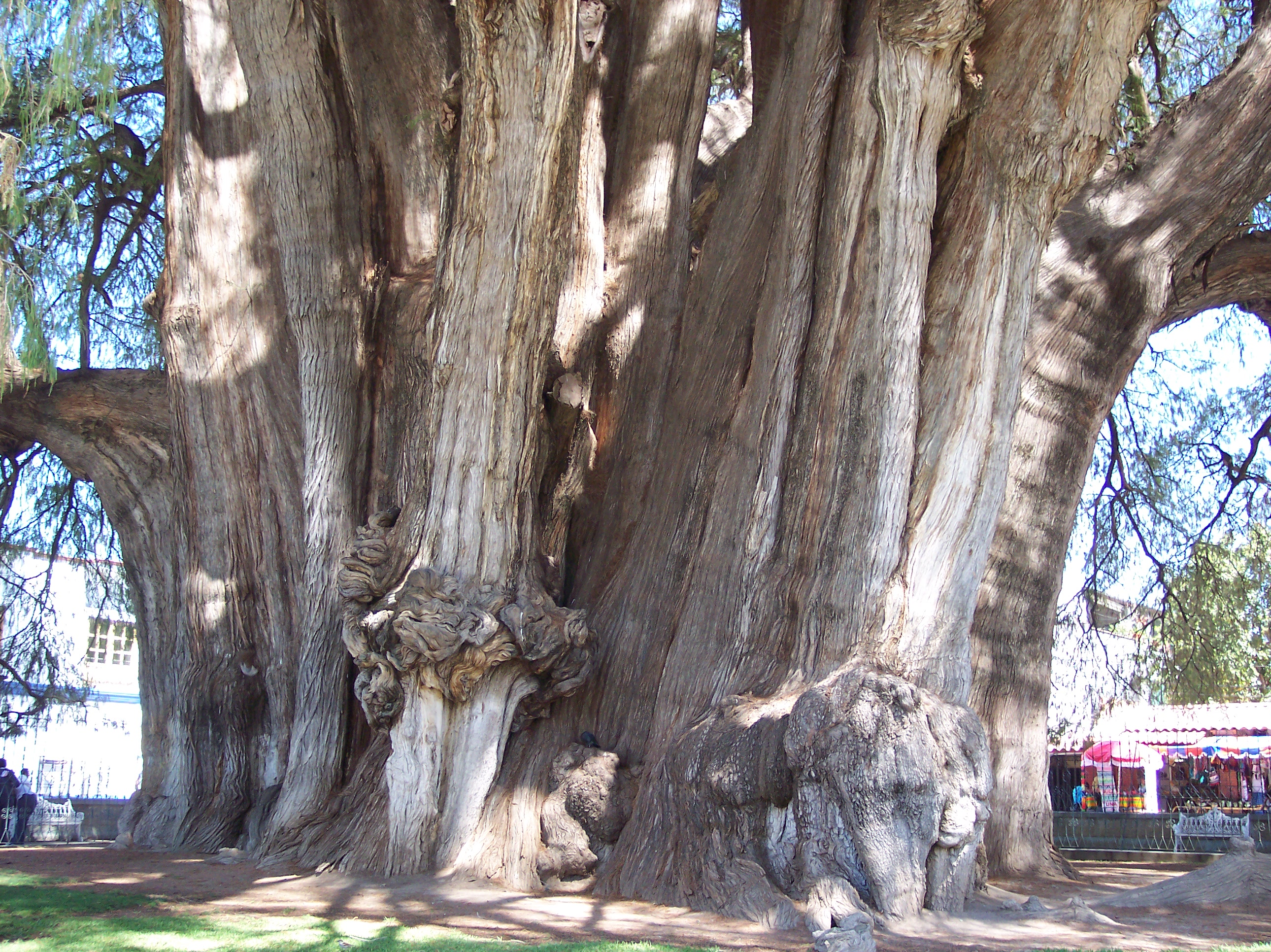
Taxodium mucronatum
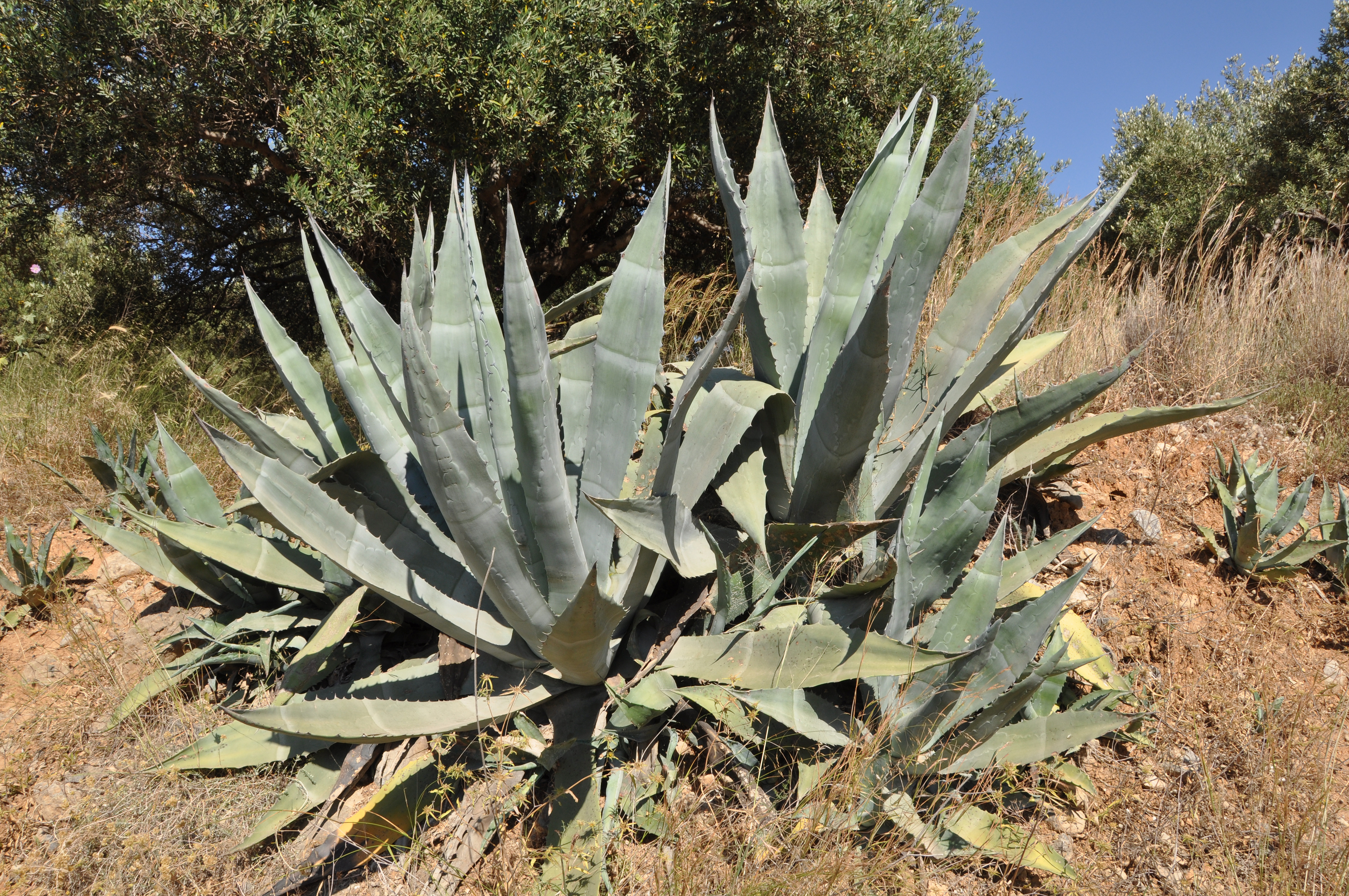
Agave

### Aree naturali protette
- Sierra Monte Negro
- Las Estacas
- El texcal
- Cerro de la Tortuga
- Barranca de Chapultepec
- Los Sabinos-Santa Rosa, San Cristóbal

## Società

### Evoluzione demografica
Abitanti censiti (in migliaia)

### Suddivisioni amministrative
Lo Stato federato di Morelos si divide in 36 comuni (municipios):
| Clave INEGI | Municipio          | Capoluogo municipale | Data di creazione | Popolazione (2015) | Area (km²) |
| ----------- | ------------------ | -------------------- | ----------------- | ------------------ | ---------- |
| 001         | Amacuzac           | Amacuzac             | 1868              | 17 772             | 116,79     |
| 002         | Atlatlahucan       | Atlatlahucan         | 1932              | 22 079             | 79,82      |
| 003         | Axochiapan         | Axochiapan           | 1898              | 35 689             | 143,10     |
| 004         | Ayala              | Ciudad Ayala         | 1868              | 85 521             | 377,82     |
| 005         | Coatlán del Río    | Coatlán del Río      | 1861              | 9 768              | 83,27      |
| 006         | Cuautla de Morelos | Cuautla de Morelos   | 1824              | 194 786            | 96,99      |
| 007         | Cuernavaca         | Cuernavaca           | 1824              | 366 321            | 200,41     |
| 008         | Emiliano Zapata    | Emiliano Zapata      | 1932              | 99 493             | 68,37      |
| 009         | Huitzilac          | Huitzilac            | 1921              | 19 231             | 191,18     |
| 010         | Jantetelco         | Jantetelco           | 1826              | 17 238             | 102,12     |
| 011         | Jiutepec           | Jiutepec             | 1826              | 214 137            | 55,49      |
| 012         | Jojutla            | Jojutla              | 1847              | 57 121             | 153,41     |
| 013         | Jonacatepec        | Jonacatepec          | 1825              | 15 690             | 90,27      |
| 014         | Mazatepec          | Mazatepec            | 1849              | 9 967              | 57,81      |
| 015         | Miacatlán          | Miacatlán            | 1826              | 26 713             | 214,49     |
| 016         | Ocuituco           | Ocuituco             | 1826              | 18 580             | 86,91      |
| 017         | Puente de Ixtla    | Puente de Ixtla      | 1826              | 66 435             | 297,43     |
| 018         | Temixco            | Temixco              | 1933              | 116 143            | 102,89     |
| 019         | Tepalcingo         | Tepalcingo           | 1826              | 27 187             | 367,67     |
| 020         | Tepoztlán          | Tepoztlán            | 1826              | 46 946             | 252,87     |
| 021         | Tetecala           | Tetecala             | 1826              | 7 772              | 67,93      |
| 022         | Tetela del Volcán  | Tetela del Volcán    | 1937              | 20 698             | 98,46      |
| 023         | Tlalnepantla       | Tlalnepantla         | 1848              | 7 166              | 109,62     |
| 024         | Tlaltizapán        | Tlaltizapán          | 1826              | 52 110             | 238,06     |
| 025         | Tlaquiltenango     | Tlaquiltenango       | 1826              | 33 844             | 543,59     |
| 026         | Tlayacapan         | Tlayacapan           | 1826              | 17 714             | 57,33      |
| 027         | Totolapan          | Totolapan            | 1826              | 11 992             | 60,08      |
| 028         | Xochitepec         | Xochitepec           | 1826              | 68 984             | 92,93      |
| 029         | Yautepec           | Yautepec de Zaragoza | 1826              | 102 690            | 192,11     |
| 030         | Yecapixtla         | Yecapixtla           | 1826              | 52 651             | 176,41     |
| 031         | Zacatepec          | Zacatepec de Hidalgo | 1938              | 36 159             | 26,28      |
| 032         | Zacualpan          | Zacualpan de Amilpas | 1826              | 9 370              | 53,77      |
| 033         | Temoac             | Temoac               | 1977              | 15 844             | 37,04      |
| 034         | Coatetelco         | Coatetelco           | 2017              |                    |            |
| 035         | Hueyapan           | San Andrés Hueyapan  | 2017              |                    |            |
| 036         | Xoxocotla          | Xoxocotla            | 2017              |                    |            |

## Educazione
- Universidad Autónoma del Estado de Morelos
- Instituto Tecnológico de Zacatepec (ITZ)
- Instituto Tecnológico de Cuautla (ITC)
- Universidad Politécnica del Estado de Morelos (UPEMOR)
- Instituto Tecnológico y de Estudios Superiores de Monterrey (campus Cuernavaca)
- Universidad La Salle Cuernavaca
- Universidad Tecnológica Emiliano Zapata del Estado de Morelos (UTEZ)
- Universidad Tecnológica del Sur del Estado de Morelos (UTSEM)
- Centro Morelense de las Artes (CMAEM)
- Universidad Pedagógica Nacional

## Musica
- Pastorelas
- Danza de los Chinelos a Carnevale